# ريحا
ريحا إحدى القرى اللبنانية من قرى قضاء بعلبك في محافظة بعلبك الهرمل.
تقع إلى غرب بلدة شعثزل البعلبكية.